# Yushania elegans
Yushania elegans là một loài thực vật có hoa trong họ Hòa thảo. Loài này được (Kurz) R.B.Majumdar miêu tả khoa học đầu tiên năm 1989.